# Márta Megyeriné
Márta Megyeriné, född den 29 augusti 1952 i Dorog, Ungern, är en ungersk handbollsspelare.
Hon tog OS-brons i damernas turnering i samband med de olympiska handbollstävlingarna 1976 i Montréal.